# Општина Коцофениј дин Фаца (Долж)
Коцофениј дин Фаца (рум. Coţofenii din Faţă) општина је у Румунији у округу Долж.
Oпштина се налази на надморској висини од 91 m.

## Становништво

### Хронологија
| Година       | 2004 | 2005 | 2006 | 2007 | 2008 | 2009 | 2010 | 2011 | 2012 | 2013 | 2014 | 2015 | 2016 | 2017 |
| ------------ | ---- | ---- | ---- | ---- | ---- | ---- | ---- | ---- | ---- | ---- | ---- | ---- | ---- | ---- |
| Становништво | 1766 | 1798 | 1805 | 1831 | 1889 | 1925 | 1951 | 1931 | 1972 | 1985 | 1971 | 1969 | 1986 | 2007 |